# Rüdesheim (Euskirchen)
Rüdesheim este un cartier situat în sudul orașului Euskirchen. Așezarea Rüdessheim a fost integrată în oraș deja în anul 1302 fiind cel mai vechi cartier din Euskirchen.